# Великорадця краківсько-сандомирський
Великорадця (також великий урядник, управитель, намісник) краківсько-сандомирський (пол. Wielkorządca krakowsko-sandomierski, лат. magnus procurator) — центральний урядник Корони Королівства Польського, який управляв королівськими маєтками у Малопольщі.

## Історія
Існування краківського великорадці вперше було засвідчене Яном Длугошем 1356 року, уряд називався прокуратор генеральний. Перед 1390 роком було виокремлено королівщини краківські та сандомирські, посада набула назви виликорадця краківсько-сандомирський. На початку XV століття уряд набув загальномалопольського характеру.
Після утворення королем Августом ІІ спеціального уряду — Камери, яка займалася управлінням столовими маєтками короля, уряд великорадці був ліквідований.

## Обов'язки
Великорадця контролював доходи королівської скарбниці, наглядав за Вавельським замком (окрім скарбниці), контролював судноплавство по Віслі, осаджував колоністів у великорадах (королівщинах у Малопольщі, окрім землі Сондецької та жуп соляних). Йому підлягали маєтності земські, чинші, данини, роботизни і міські доходи з маєтків великорадських. Великорадця був також начальником цеху краківських ткачів.
Внаслідок постійного зменшення королівщин через їх постійні роздачі, дарування, застави, у XVIII столітті серед доходів з цих маєтків залишилися лише збори з млинів і оренди у Кракові та мита, зібрані біля міських воріт.

## Деякі відомі великорадці
- Іван з Обехова (1399)
- Ян Шумовський (1675—1678)
- Марцін Контський (1679—1680)
- Михайло Флоріан Жевуський (1685—1687)
- Атаназій Мйончинський (1689—1692)
- Ян Шембек (1706—1709)
- Ян Малаховський (1734—1736)